# Hierochloe brunonis
Hierochloe brunonis är en gräsart som beskrevs av Joseph Dalton Hooker. Hierochloe brunonis ingår i släktet Hierochloe och familjen gräs. Inga underarter finns listade i Catalogue of Life.

## Bildgalleri

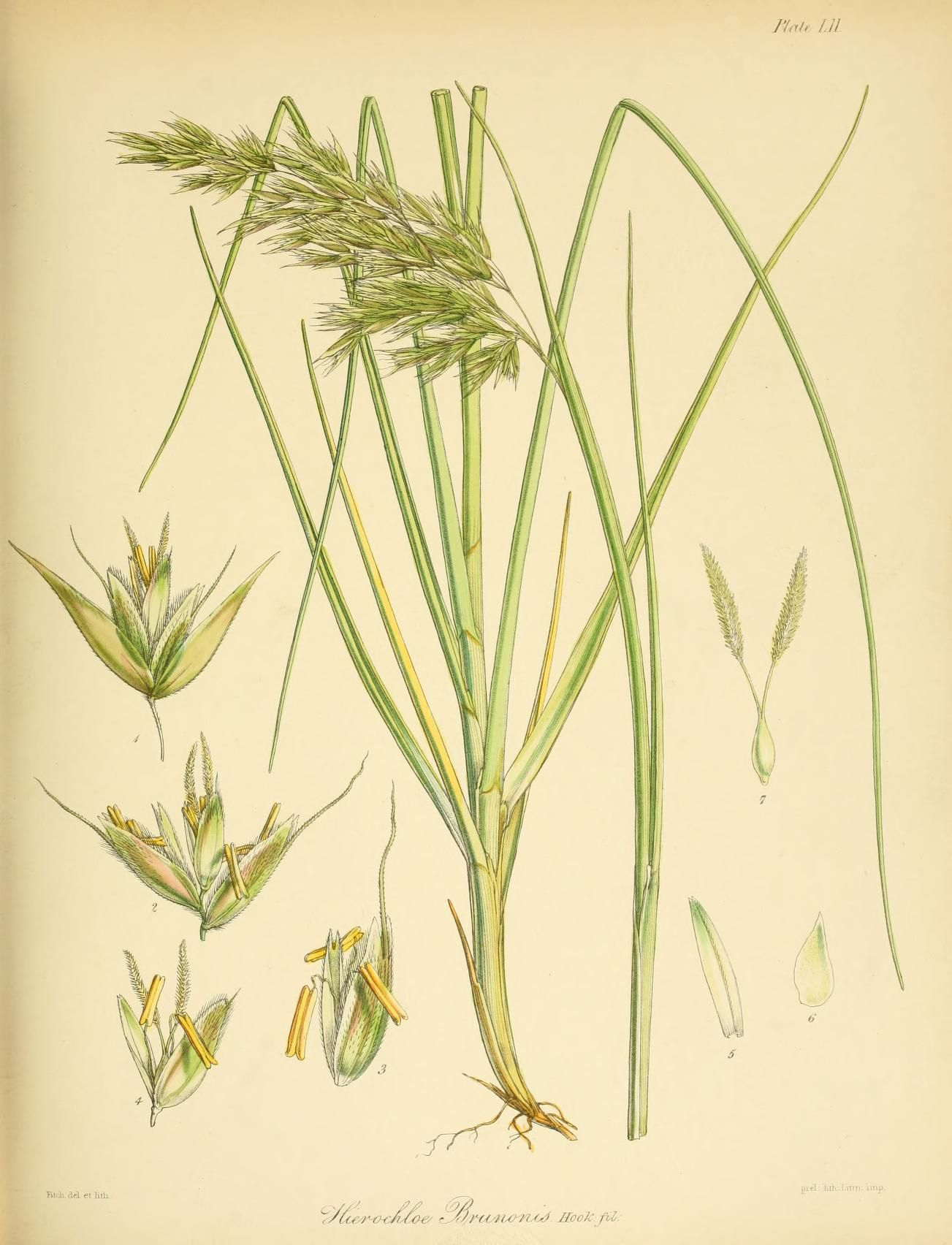